# Галицкий, Валентин Николаевич
Валентин Николаевич Галицкий (1910—2007) — советский архитектор, хозяйственный, государственный и политический деятель. Лауреат Сталинской премии (1951) и премии Совета Министров СССР (1978). Заслуженный строитель РСФСР.

## Биография
Родился в 18 августа 1910 года в Ярославле. В 1929 году окончил Высший архитектурно строительный институт. Член КПСС с 1945 года. Член Союза архитекторов СССР с 1957 года.
С 1929 года — на хозяйственной, общественной и политической работе. В 1929—2000 гг. — строитель, инженер-строитель, начальник штаба 3-го батальона 1-го полка МПВО города Москвы, главный инженер Московского городского управления городского строительства, директор Московского домостроительного комбината № 1, 1-й заместитель начальника Главмосстроя, председатель Совета ветеранов Главмосстроя.
За разработку и осуществление индустриальных методов строительства многоэтажных жилых домов в Москве был в составе коллектива удостоен Сталинской премии 3-й степени 1951 года.
Делегат XXIII съезда КПСС.
Умер в Москве 31 мая 2007 года. Похоронен на Ваганьковском кладбище.

## Награды, премии и звания
- Сталинская премия 3-й степени (1951)[1]
- Премия Совета Министров СССР (1978)[1]
- Заслуженный строитель РСФСР[1]
- Медаль «За оборону Москвы»